# 歡迎國民政府籌備會
歡迎國民政府籌備會，是一個二戰戰後初期設立於臺灣的民間團體，在日本投降到國民政府接收人員前往臺灣期間進行維持社會秩序及籌備歡迎國民政府前來等計畫。

## 成立背景
自1945年8月15日日本宣佈投降到國民政府代表葛敬恩中將於同年10月5日抵達臺灣期間，日本政權體制失去統治效力，且因民眾普遍缺乏生活物資。
為維持基本社會秩序及治安，臺灣各地菁英及知識分子紛紛組織團體，如三民主義青年團 、歡迎國民政府籌備會等。

## 成立
歡迎國民政府籌備會是由陳炘在臺中發起，並有林獻堂、葉榮鐘等人加入；其中，葉榮鐘在9月被推舉為總幹事。籌備會在各地皆設有委員會，其組織領導者大多是日治時期之民族運動人士。在該組織成立之後，何應欽將軍邀請林獻堂等人到南京參加受降典禮，而有「臺灣光復致敬團」之組成。

## 工作內容
籌備會之工作主要可分為兩大部份：歡迎國民政府，以及維持地方秩序。歡迎國民政府包括了製做符合標準的中華民國國旗、教唱中華民國國歌，以及在臺灣各地建立歡迎國民政府之牌樓及歡迎人員小組。關於製做符合標準的中華民國國旗之任務，是因日本投降後臺灣民眾已開始自製國旗，但樣式、尺寸並不統一甚至有所錯誤，甚至有商人製作大量國旗並將其囤積，以於日後需求大增時高價出售。
另外，籌備會也從事維持地方秩序的工作，如響應蔣委員長所提倡之「新生活運動」、呼籲地方青年知識份子組成「青年服務隊」以維持地方秩序等；部份籌備會人員亦組織自大陸返回之臺籍軍人進行維持社會秩序的工作。

## 影響
由於籌備會主要成員大都參與過日治時期民族運動，因此當時的民眾憑著對他們過去的印象並未產生異議。因此，籌備會在政治空窗期得以發揮影響力維持社會安定，對於政權之間的和平轉移有著巨大貢獻，更提供國民政府日後之治理基礎。